# Rorainópolis
Rorainópolis est une ville brésilienne du sud de l'État du Roraima. Sa population était estimée à 24 511 habitants en 2007. La municipalité s'étend sur 33 594 km2.